# 魯道夫·布爾特曼
魯道夫·布爾特曼（德語：Rudolf Bultmann，1884年8月20日—1976年7月30日），德國神學家、《新約》學家。布爾特曼是他稱之為「《新約》非神話化」的倡導者，同時他亦對馬丁·海德格爾的哲學加以推廣。

## 生平
布爾特曼於1884年8月20日出生在奧爾登堡的韋弗爾斯特德，成長於路德宗背景的家庭，是路德宗牧師阿瑟・肯尼迪・布爾特曼的兒子，祖父母皆是神職人員。 他在奧爾登堡市的阿爾特斯體育館完成了高中課程，並在圖賓根學習神學。三個學期後，布爾特曼到柏林大學學習了兩個學期，最後又到馬爾堡學習了兩個學期。 1910年在馬爾堡獲得學位，論文是在約翰內斯・魏斯（Johannes Weiss）的指導下寫的關於聖保羅的書信。他還在赫爾曼・貢克爾（Hermann Gunkel）和威廉・海特穆勒（Wilhelm Heitmüller）手下學習。兩年後，他在提交適應性培訓後成為馬爾堡新約聖經的講師。布爾特曼於1917年8月6日與海倫・費爾德曼（Helene Feldmann）結婚，夫婦育有三個女兒。布爾特曼的妻子於1973年去世。

布爾特曼在图宾根、柏林、馬爾堡攻讀新教神學。
布爾特曼在1910年於馬爾堡大學完成博士論文，題目為《保羅書信的講道風格》，兩年後取得授課資格，在馬爾堡大學任教，初時曾任私人講師。對於馬爾堡大學神學系和哲學系一眾學生來說，布爾特曼影響深遠，格爾哈德·克呂格（Gerhard Krüger）亦深受其影響。布爾特曼自1916年起在布雷斯勞大學任教，自1921年起又回到馬爾堡大學任教，直到1951年榮休為止。退休後仍然活躍，常常受邀至各國演講，雖然處在希特勒的年代，但教職未受影響，主要原因是他不積極參與政治活動。 
海德格爾在20世紀20年代亦曾任教於馬爾堡大學，他們二人關係友好。海德格爾關於存在主義的觀點對布爾特曼的思想產生了影響。

布爾特曼於1976年7月30日在馬爾堡去世。

## 神學著作
布爾特曼在其《新約與神話學》（1941年）中介紹了他關於《新約》宣講之去神話化（Entmythologisierung）的綱領。

### 《新約》的形式鑑別學研究
1921年，布爾特曼出版了《共觀福音傳統的歷史》（Geschichte der synoptischen Tradition），至今仍為《新約》釋經研究的經典之作。布爾特曼以形式鑑別學的方法對「共觀福音」（《馬太福音》，《馬可福音》，《路加福音》）進行了全面分析，追溯構成共觀福音書內容的不同來源。

### 從自由主義神學到辯證神學的過渡
1924年，布爾特曼撰寫了〈自由主義神學與新近神學運動〉（Die liberale Theologie und die jüngste theologische Bewegung）一文，與自由主義神學分道揚鑣。布爾特曼誠然對自由主義神學的成就表示肯定，認為自由主義神學對於理解基督教的歷史淵源實有貢獻，自由主義神學家亦對基督教的真理宣稱作了徹底的批判。布爾特曼也不反對史學研究方法是神學研究中的一個領域，只是史學研究方法在自由主義神學中被過分高舉了。換句話說，歷史知識並不適宜作為基督教信仰的基礎。布爾特曼贊同辯證神學家（例如巴特、戈格騰）的觀點，認為人既不能單憑己力，也不能通過神學研究來認識上帝。相反，唯有出於上帝的恩典，通過上帝的啟示，人才能認識上帝。

### 《新約》的去神話化
布特曼認為第一世紀的教會用了神話的語詞來表達其信仰，而如何分辨可由三個標準來看：一若新約作者將他內心的觀念投射到世界上來，就是使用了神話的方式。。 例如：人內心罪惡，常常使人無法自主，而人將它訴諸於一股力量，而形成了撒旦的概念；。二新約作者所講述的內容若違反科學，那也就是神話；三新約聖經中的教義，若是現代人所不能接受的那也稱為神話。
去神話的過程，並非像自由派的神學家一樣，把所有的的神蹟去除。而是站在實存的角度去辨識作者，如何用神話的語言將福音的信息傳揚出來。他認為新約所記載的耶穌同時用史實與神話的方式被描述出來。例如：童女所生，所指的是耶穌降世乃是上帝的作為。十字架上的死是一件史實，但它被視為一神秘事件。其實它並不神秘，而是接受十字架的意義就是與主同死，不再犯罪。至於耶穌的復活，不需要追究歷史的證據，因為祂活在信者的心中。 所以聖經的真理並非來自字面的意義，而是象徵性的表達方式。。

## 影響
前理解

布特曼相信每一位詮釋經文的讀者，都會帶著某些思想、概念來作為解經的預設，其中包含了：心理學、歷史、文化等等。
這個預設並非是結果的預設，而是方法的預設。這個預設幫助我們向經文發出疑問，唯有在疑問發出時人才能開始理解經文，這又關乎到人與經文間的關係為何。若人與經文間的關係是客體的關係，站在一個客觀、沒有情感的立場去分析經文，人將一無所得。布特曼相信人的生命是由對神的追尋而推動的，對神的追問就是對人自身的追問。
存在主義

布特曼相信聖經是神的啟示，召喚人與神相遇的信息。在這個部分他採用了海德格的「存在主義」來論述他的觀點。海德格對於人的「存在」與「存有」做了區分。海德格認為「存在」是指個人，有決定能力的個人，並非年復一年，一成不變的存有，而是在每一個瞬間做出動態、非固定式的反應，存在成為一個點的事件。當人有這樣的體認把存在當成自己的責任而願意承擔時，這人就是真實的存在著。 因著如此人可以不斷向著經文提問、解釋、介入而帶出的自我理解、新的時間與時空的意義，生命在每一個時刻都是新的蛻變。
布特曼明白的提出我們始終僅僅能成為「我們已經是的自己」，活出這個自己才是活出真實的生命。但是在基督以前或以外得一般人視無法找到這個自己，因為我們都活在死亡之中，除非能理解自己的墮落性，並在此做出決定。決定憑著信心、倚靠基督、過順從的生活，這樣才能真正自由。在海德格的思想中決斷與「歸屬事件」的概念有密切的關係，即是將所看見的事件召喚到自己的身邊，成為屬己的事件，並捨棄當下自己所是的，如此才會有新的開展。也就是布特曼提及了基督事件與信徒的關係。。 這觀點用於他對聖經歷史的看法，歷史不再是過去事實的資料，而是現在的事，是具有意義、影響力及重要性。也就是說當人聽見十字架和復活的事件，選擇對此福音信息做出回應，這就成為了我們的經歷。。 同樣地當人理解找到此時此地上帝是那一位創造者時，才能真實的瞭解這位神是創造主。這不需要事先先去證明或具有這樣的知識，相信這位神是位全能的實存者，如此這位創造主就不再是教條下的上帝，而是真實與人相遇之神。。 
末世觀

布特曼採取約翰拿斯．懷斯的觀點認為：耶穌基督耶穌基督所宣揚的神國並非是存在於有形的世界，也不存在於歷史之中，而是在於末世。其認為所有對於末世的期待是整本新約的核心。這個觀點普遍存在猶太的天啟文學也存在早期的基督教團體之中，他們真實的相信，末世會真實的降臨，人子會乘雲、帶著救贖與審判回來。但對二十世紀的人來說是無法接受的，因為末世並非向耶穌或其門徒所期待的一樣很快的降臨，天堂與地獄、撒旦與天使，都不再被接納。。  所以這裡所談論的末世，並非是發生在時間中的一個宇宙性的事件，而是一項更深的教義。
其中的解釋便是使用去神話化的進路來思考，對於布特曼看末世有兩層的意義，一是消極的：要求人面對世界及受造物的的有限，如此人可以更謙卑的面對罪惡的問題，叫人深思、敬畏，進而履行神要求愛人、正直、公義..等旨意。一是積極的：面對末世不單單有審判還有救贖與永生的福樂做為信徒的慰藉。。所以當人此時此刻選擇用信心接受，末世所經驗的更新、永恆的生命，就是現在存在的實體，而非發生在未來。 

## 批評
布爾特曼是一位傑出的教師，他鼓勵學生有獨立的思想。導致在 「布爾特曼學派 」中出現了兩個重要的發展。 1954年，恩斯特・凱斯曼（Ernst Käsemann）提出了 「歷史性耶穌的問題」（即關於歷史性耶穌的知識對基督教信仰的意義問題），布爾特曼有些學生在這個問題上形成了獨立於他們老師的立場。隨後，恩斯特・福克斯（Ernst Fuchs）和格哈德・埃貝林（Gerhard Ebeling）在布爾特曼的存在主義分析的基礎上發展了一種解釋新約的方法，強調人類存在的語言模式，從而產生了所謂的新釋經學。布爾特曼在健康狀況允許的情況下與他的學生們一起參加了這些討論，後來他安靜地住在馬爾堡，並於1976年在那裡去世。 
死後，布爾爾特曼對新約聖經的研究方法受到了越來越多的批評。根據神學家和基督教歷史學家拉里赫塔多的說法，布爾特曼用一種神學標準來對待古代基督教文本，一種因信稱義的特殊表述，他用這種標準來判斷這些著作是否有效。梅爾認為，「布爾特曼有一種令人不安的方式，用一些拐彎抹角的句子來解決問題。他的論點站不住腳，儘管已經流傳了幾代人。」雖然巴特・D・Ehrman同意布爾特曼的一些立場，但強調「在我們的隊伍中，沒有更多的形式批判家同意布爾特曼的理論，他是這種解釋的先驅。」Werner H. Kelber認為，「今天，毫不誇張地說，布爾特曼的對觀傳統所依據的一整套主要假設都必須被視為可疑。」
布爾特曼對《新約》的懷疑態度受到了克勞斯・伯格和克雷格・布隆伯格等保守派聖經學者的批評。 尤其是形式批判，近年來受到了馬丁・亨格爾、理查德・鮑克姆和布蘭特・J・皮特爾的挑戰，他們重新確認了福音書是由目擊者撰寫的傳統理論。 

### 書籍
1. 葛倫斯、奧爾森。《二十世紀神學評論》。劉良淑、任孝琦譯（台北縣：校園書房出版社，1998）。
2. 布特曼。《耶穌基督與神話》。蔡美珠（台北市：水牛出版社，民61）。
3. 蘭姆。《基督教釋經學》。詹正義（香港：基道書樓有限公司，1983）。
4. 林政傑。《基督教思想史》。（台北市：道聲出版社，2004）。
5. 范浩沙。《神學詮釋學》。左心泰（台北縣：校園書房出版社，2007）。